# Station Jeruzalem Malha
Station Jeruzalem-Malha (Hebreeuws: תחנת הרכבת ירושלים מלחה Taḥanat HaRakevet Jerusalem Malha) is het belangrijkste station van de Israëlische stad Jeruzalem.
Het station ligt op het traject Tel Aviv-Jeruzalem en is tevens het huidige eindpunt van de lijn.

## Locatie
Het station is gelegen in het zuidelijke deel van de stad, in de wijk Manahat, ook wel Malha.
Het ligt in de omgeving van de Jerusalem Shopping Mall en het Teddy Stadium, thuisveld van de voetbalclub Beitar Jerusalem.
Het station is gelegen naast de grens die in 1949 is samengesteld.
Ook is het station nabij het busstation Egged Bus Terminal gelegen.
| Eindbestemming    | Vorig station          | Lijn               | Volgend station | Eindbestemming |
| ----------------- | ---------------------- | ------------------ | --------------- | -------------- |
| Tel Aviv HaHagana | Jeruzalem Biblical Zoo | Tel Aviv-Jeruzalem | eindpunt        | eindpunt       |